# Brian Hall (labdarúgó)
Brian Hall (Glasgow, 1946. november 22. – Preston, 2015. július 16.) skót labdarúgó, középpályás.

## Pályafutása
1968 és 1976 között a Liverpool, 1976–77-ben a Plymouth Argyle, 1977 és 1980 között a Burnley labdarúgója volt. A liverpooli csapattal két bajnoki címet és egy kupagyőzelmet ért el. Tagja volt az 1972–73-as és az 1975–76-is idényben UEFA-kupagyőztes együttesnek.

## Sikerei, díjai
Liverpool FC
- Angol bajnokság
  - bajnok (2): 1972–73, 1975–76
- Angol kupa (FA Cup)
  - győztes: 1974
  - döntős: 1971
- Angol szuperkupa (FA Charity Shield)
  - győztes: 1974
  - döntős: 1971
- UEFA-kupa
  - győztes (2): 1972–73, 1975–76